# Neubergtunnel
Der Neubergtunnel ist ein 1946 m langer Eisenbahntunnel der Schnellfahrstrecke Hannover–Würzburg in der unterfränkischen Gemeinde Margetshöchheim. Er unterquert den Neuberg und trägt daher seinen Namen.

## Verlauf
Die Trasse verläuft in südlicher Richtung in weiten Teilen des Tunnels in einer Linkskurve von 7000 m Kurvenradius. Das Südportal liegt dabei in einer Geraden.
Die Gradiente fällt Richtung Würzburg durchgehend mit 12,5 Promille ab.
Am Südportal des Tunnels liegt die Überleitstelle Neuberg. Deren beide nördlichen Weichen liegen im Tunnel, die beiden südlichen sind dem Südportal vorgelagert.
Nördlich schließt sich an das Bauwerk die 71 m lange Bärntalbrücke sowie der Eichelbergtunnel an. Südlich folgt die Maintalbrücke Veitshöchheim.

## Geschichte
Nach dem Planungsstand von Ende 1977 war bereits ein 1946 m langer durchgehend nach Süden mit 12,5 Promille geneigter Tunnel vorgesehen. Im Gegensatz zur später realisierten Trasse war dabei jedoch eine nahezu durchgehende Linkskurve von 10.000 m Radius gen Süden vorgesehen.
Vorbereitende Arbeiten für den Tunnel begannen im Oktober 1983. Die geplante Länge lag dabei bei 1934 m.
In der Planungs- und Bauphase lag der Tunnel bei den Baukilometern 302 bis 304.
Der Tunnel wurde Ende Mai 1988 mit dem Südabschnitt der Neubaustrecke in Betrieb genommen.
Anfang Oktober 2010 kam der mit 600 Reisenden besetzte ICE 783 auf dem Weg von Hamburg nach München im Tunnel zum Stehen, nachdem er rund zwei Kilometer zuvor eine Person erfasst hatte. Nach knapp vier Stunden waren die Reisenden in einen Ersatzzug umgestiegen.

## Technik
Im Tunnel liegen die beiden die Überleitstelle Neuberg von Norden deckenden Hauptsignale sowie zwei Blockkennzeichen nach Norden.